# 101 î.Hr.

## Nașteri
- dată necunoscută: Fecioara Maria personaj biblic; mama lui Iisus din Nazaret (d. ?)
- dată necunoscută: Bartolomeu (apostol)  (d. ?)
- dată necunoscută: Zaharia (tatăl lui Ioan Botezătorul)  (d. ?)
- dată necunoscută: Publilius Syrus  (d. ?)
- dată necunoscută: Elisabeta (mama lui Ioan Botezătorul)  (d. ?)
- dată necunoscută: Lazăr din Betania personaj biblic (d. 30)
- dată necunoscută: Simon din Cirene  (d. ?)
- dată necunoscută: Trogus Pompeius  (d. ?)
- dată necunoscută: Sosigene din Alexandria  (d. ?)
- dată necunoscută: Gamaliel  (d. 52)
- dată necunoscută: Andronicus din Rhodos  (d. ?)
- dată necunoscută: Crixus  (d. 72 î.Hr.)
- dată necunoscută: Zevedeu  (d. ?)
- dată necunoscută: Calpurnia Pisonis  (d. ?)
- dată necunoscută: Oinomaus  (d. ?)
- dată necunoscută: Cleopatra din Ierusalim  (d. ?)
- dată necunoscută: Lucius Tarutius Firmanus  (d. ?)
- dată necunoscută: Quintus Cassius Longinus  (d. 47 î.Hr.)
- dată necunoscută: Hanina Sgan Hacohanim  (d. ?)
- dată necunoscută: Cotiso  (d. ?)
- dată necunoscută: Deceneu Inalt preot al Dacilor (d. ?)

## Decese
- dată necunoscută: Publilius Syrus  (n. ?)
- dată necunoscută: Trogus Pompeius  (n. ?)
- dată necunoscută: Sosigene din Alexandria  (n. ?)
- dată necunoscută: Gaius Antonius Hybrida  (n. ?)
- dată necunoscută: Alexandros din Antiohia  (n. ?)
- dată necunoscută: Lucius Tarutius Firmanus  (n. ?)
- dată necunoscută: Aulus Ofilius  (n. 100 î.Hr.)
- dată necunoscută: Cotiso  (n. ?)
- dată necunoscută: Deceneu Inalt preot al Dacilor (n. ?)